# 向元瑚

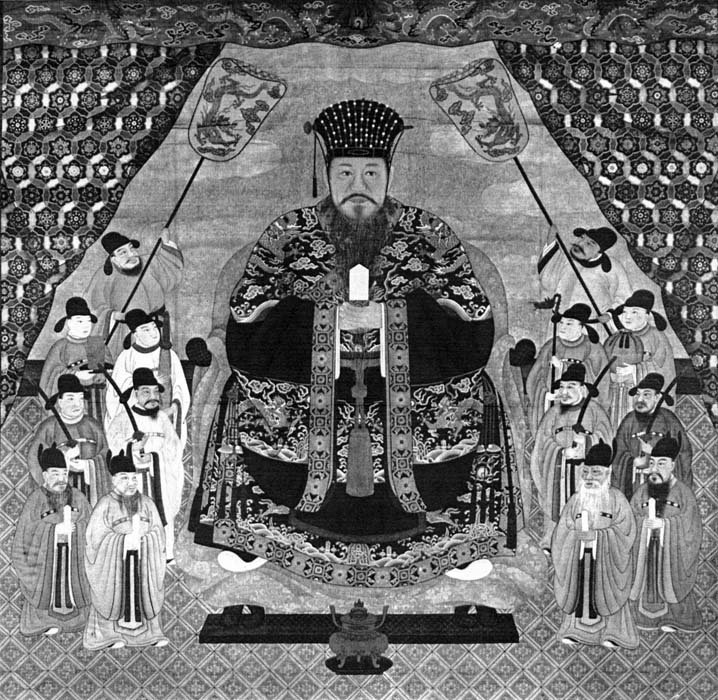
向元瑚筆『尚穆王御後絵』

向 元瑚（しょう げんこ、1784年12月24日（乾隆48年11月13日） - 1842年1月20日（道光21年12月9日））は、琉球王国の画家。和名は小橋川 朝安（こばしがわ ちょうあん）。

## 概要
尚真王の第三子・今帰仁王子朝典の末裔で里之子の生まれだが、祖父の朝展が仕事で失敗して没落し、父の朝教も早逝したことで家庭は困窮していた。1774年（乾隆39年）、納殿筆者となり、以後は絵を続けながら官僚としても働く。1776年（乾隆41年）12月、19歳で貝摺奉行絵師となり、同時に若里之子に任じる。1780年（乾隆45年）には黄冠を授かり、1792年（乾隆57年）には御物奉行筆者に栄転した。1795年、円覚寺で尚穆王の御後絵を執筆し、また1796年、同じく円覚寺にて王命により、島袋宗雍（張忠令）と泉川寛英（慎思九）を助手として、尚円王から尚哲王までの尊像の控えをそれぞれ大小二幅制作した。1803年に、尚温王の御後絵を制作した。
技法的伝統を誰から継承したかは不明だが、尚穆王以後5代の国王に仕え、御後絵（国王の肖像）や花鳥画をよくした。とりわけ虎の図を得意としたが、作品は沖縄戦でほとんど焼失した。

## 『沖縄文化の遺宝』所載の作品
鎌倉芳太郎が大正年間に撮影したモノクロ写真が『沖縄文化の遺宝』写真編に掲載されている。以下は向元瑚筆とされる作品である。
- 『竹朝顔鴛鴦図』（p. 260）
- 『桐牡丹鳳凰図』（p. 261、部分p. 262）
- 『冬景山水図』（p. 263）
- 『寿老人図』（p. 263）